# 斯科特·瓦格斯塔夫
斯科特·瓦格斯塔夫（英語：Scott Wagstaff；1990年3月31日—）是一位英格蘭足球運動員。在場上的位置是中場。他現在效力於英格蘭足球甲級聯賽球隊布里斯托爾城足球俱樂部。

## 外部連結
- Scott Wagstaff player profile[永久] at cafc.co.uk
- 足球数据库：斯科特·瓦格斯塔夫的球员统计数据